# Aluminium(III)-acetylacetonat
Aluminium(III)-acetylacetonat, Al(acac)3, ist eine chemische Verbindung aus der Gruppe der Metallacetylacetonate. Es handelt sich um eine Komplexverbindung mit einem Aluminium(III)-Kation als Zentralion und dem Anion Acetylacetonat als zweizähnigem Chelatliganden.

## Gewinnung und Darstellung
Aluminium(III)-acetylacetonat wurde erstmals 1887 von Combes durch die Reaktion von frischem Aluminiumoxid, Acetylaceton und Salzsäure hergestellt.
In höheren Ausbeuten kann es im Labor durch die Reaktion von Aluminiumsulfat mit Acetylaceton und Ammoniak dargestellt werden.
{\displaystyle {\ce {Al^3+ + 3 C5H8O2 + 3 NH3 -> Al(C5H7O2)3 + 3 NH4+}}} 

## Eigenschaften

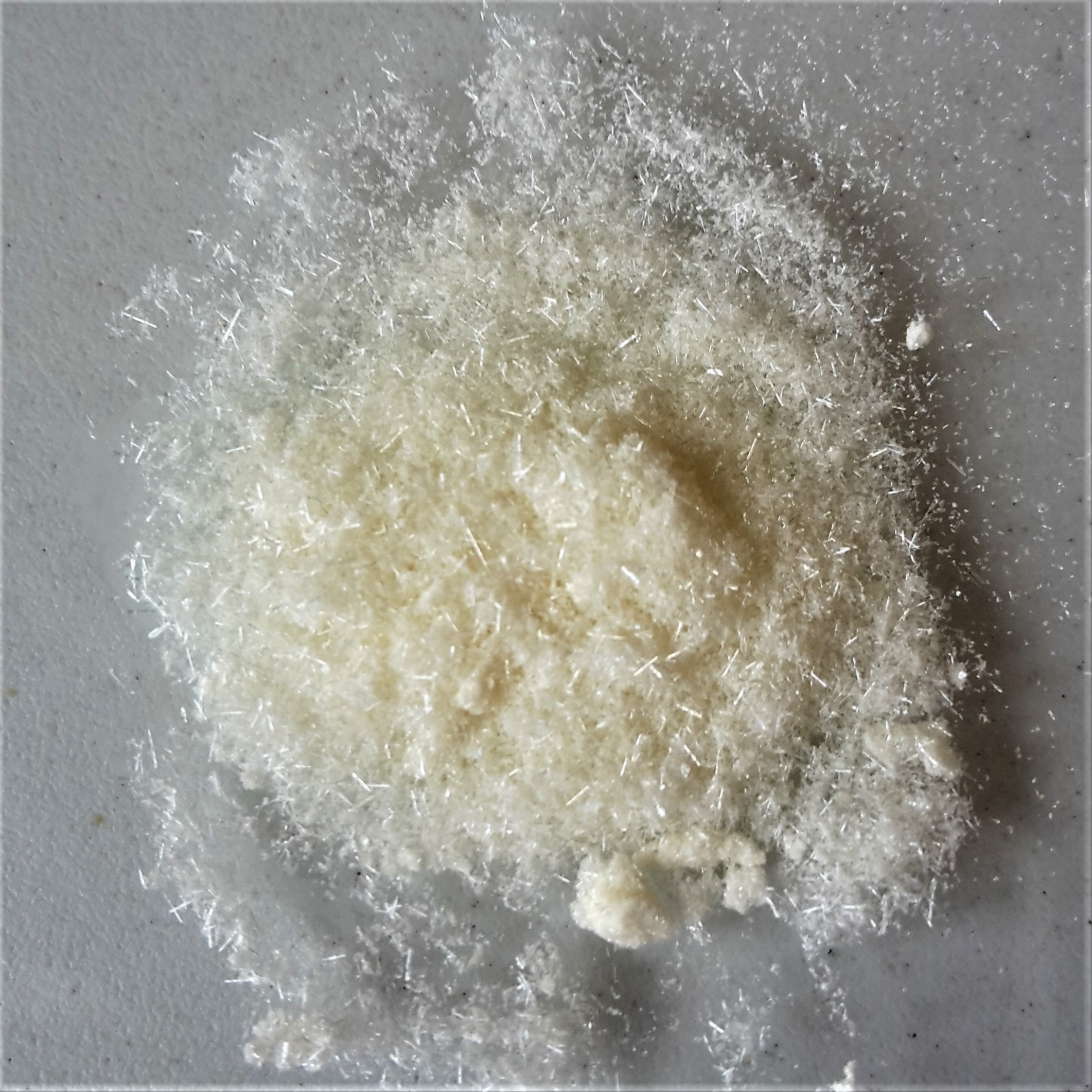
Aluminium(III)-acetylacetonat

Aluminium(III)-acetylacetonat ist ein weiß-gelbliches, kristallines Pulver. Es ist in Wasser nur schwer, in diversen organischen Lösemitteln jedoch gut löslich und an der Luft und in Ammoniak beständig. Aluminium(III)-acetylacetonat weist eine oktaedrische Struktur auf.
Im Vakuum (1 mm Hg bzw. 1,3 mbar) lässt es sich bei 100 °C langsam und bei 156 °C gut sublimieren.
Zur weiteren Aufreinigung kann es in Benzol gelöst und aus diesem unter Zugabe von Petrolether wieder ausgefällt werden.

## Verwendung
Aluminium(III)-acetylacetonat kann unter anderem innerhalb der Herstellung von Aluminiumoxid bei niedrigen Temperaturen (ca. 200 °C) eingesetzt werden.